# Lazhar Hadj Aïssa
Lazhar Hadj Aïssao (n. Batna, Argelia, 23 de marzo de 1984 ) conocido como Baggio, es un futbolista argelino que juega de delantero en el ES Setif  debutara en el fútbol profesional en 1994 con el MSP Batna. Es considerado por muchos analistas y aficionados, merced a sus logros deportivos y goleadores , uno de los mejores futbolistas de Argelia  Es el actual capitán del equipo. 

## Palmarés

### Campeonatos nacionales
| Título                         | Club     | País    | Año  |
| ------------------------------ | -------- | ------- | ---- |
| Campeonato Nacional de Argelia | ES Setif | Argelia | 2007 |
| Campeonato Nacional de Argelia | ES Setif | Argelia | 2009 |

### Copas internacionales
| Título                  | Equipo (*) | País    | Año  |
| ----------------------- | ---------- | ------- | ---- |
| Liga de Campeones Árabe | ES Setif   | Argelia | 2007 |
| Liga de Campeones Árabe | ES Setif   | Argelia | 2008 |
| Liga de Campeones Árabe | ES Setif   | Argelia | 2009 |

- Datos: Q1360115